# Elefante-da-savana
O elefante-da-savana (Loxodonta africana) também conhecido como elefante-africano é a maior das duas espécies existentes de elefantes africanos e o maior animal terrestre vivo. Anteriormente tanto o elefante da savana quanto o elefante africano da floresta foram considerados como uma única espécie, com ambos sendo chamados de elefante africano, mais recentemente o elefante da floresta foi classificado como uma espécie separada o L. cyclotis.
O elefante da savana é muito maior em altura e peso que o elefante da floresta, com este último tendo orelhas mais redondas e uma tromba mais peluda que o elefante da savana. A espécie possuí poucos ou quase nenhum predador natural além do ser humano. Embora seja a mais numerosa das três espécies de elefantes existentes, a sua população continua a diminuir devido à caça ilegal de marfim e a destruição de seu habitat. Os elefantes da savana fêmeas tendem a ser sociáveis, vivendo em grupos matriarcais liderados pela fêmea mais velha, os machos adultos por outro lado são geralmente solitários.

## Taxonomia
O elefante da savana e o elefante da floresta já foram considerados uma única espécie, mas estudos genéticos recentes revelaram que eles são espécies distintas tendo se separado entre 2 e 7 milhões de anos atrás.

### diferenças entre as espécies

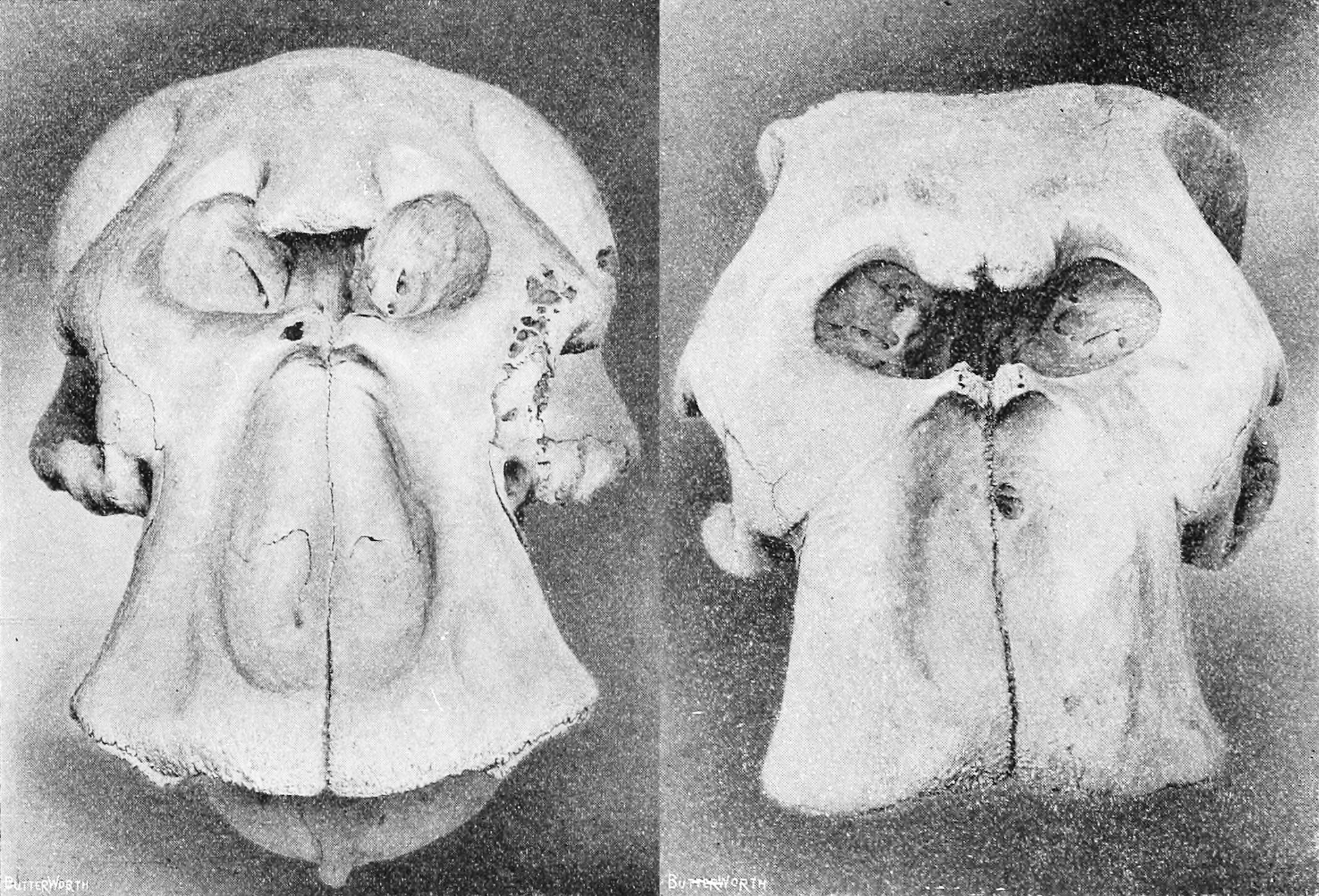
Crânio de elefante africano (à esquerda) e um de elefante da floresta (à direita).

Um estudo genético detalhado feito em 2010 confirmou que o elefante da floresta e o da savana são espécies separadas. Ao sequenciar o DNA de 375 genes nucleares, os cientistas determinaram que as duas espécies se divergiram ao mesmo tempo que o elefante asiático e o mamute lanoso, e são tão distintos entre si quanto essas duas espécies são uma da outra. Em dezembro de 2010, as organizações de conservação como a UICN e o programa ambiental das nações unidas não tinham distinguido as espécies de elefantes africanos para fins de avaliar o seu estado de conservação, em março do mesmo ano a UICN tinha avaliado os elefantes africanos como um todo como espécies vulneráveis.
Outra espécie ou subespécie possível que existiu no passado; embora formalmente descrita, não tem sido amplamente reconhecida pela comunidade científica. O elefante norte africano (L. a. Pharaohensis), também conhecido como elefante do atlas foi muito popular por ter sido utilizado como elefante de guerra por Cartago em muitas de suas batalhas em Roma.

## Descrição

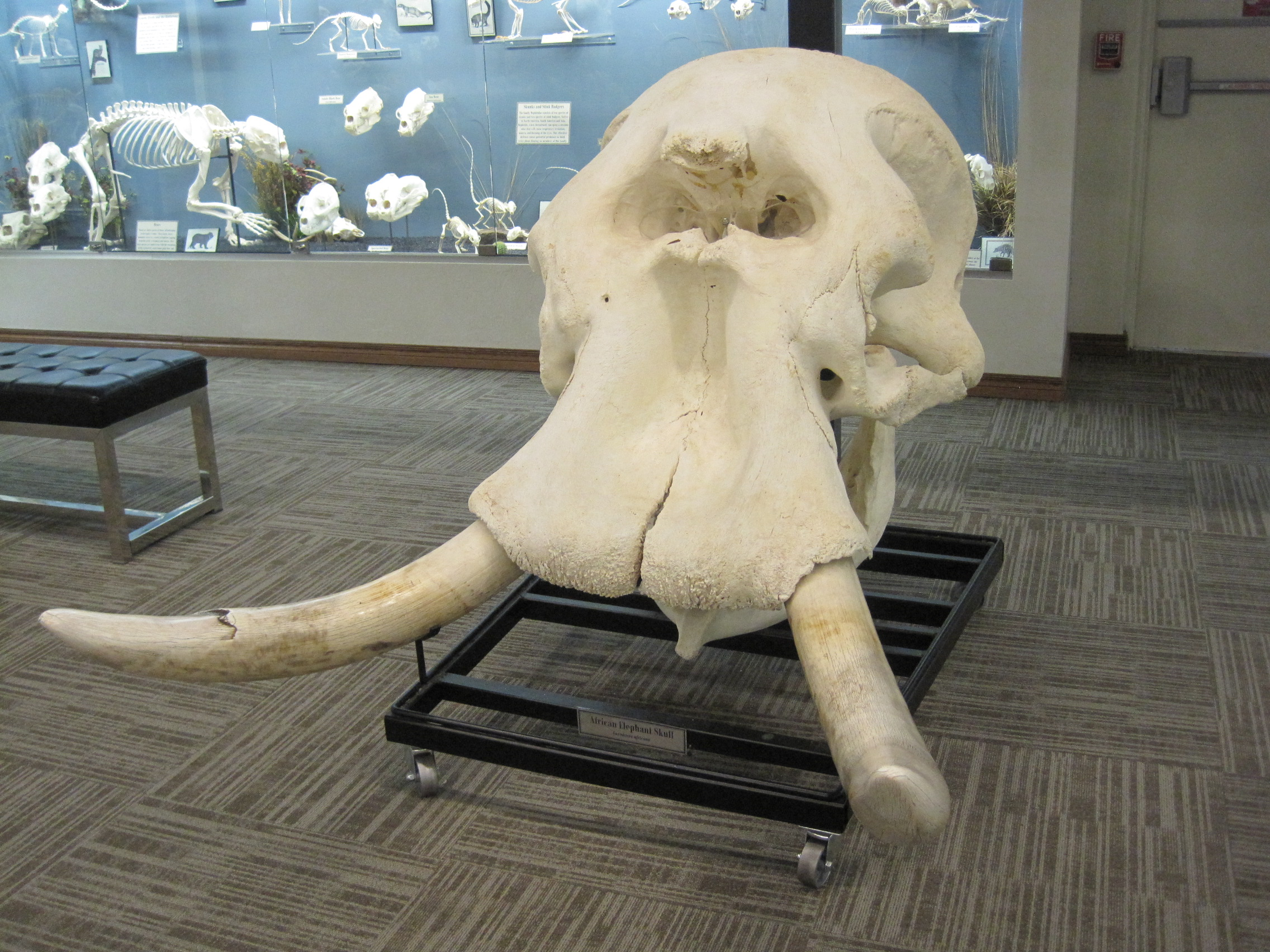
crânio de um elefante da savana macho em exposição em um museu.

O elefante da savana tem várias características distintas que o diferencia de outras espécies semelhantes. Eles são geralmente maiores que os elefantes da floresta, que possuem orelhas mais arredondadas e presas mais retas. O elefante da savana é conhecido por ter uma parte traseira côncava com pernas grossas e um corpo atarracado. A tromba do elefante tem mais de 40 mil músculos e tendões que lhes permitem levantar objetos pesados. Eles também tendem a ter uma pela acastanhada ou acinzentada que é enrugada com pelos negros, grandes orelhas e uma cauda longa e achatada. O crânio do elefante da savana é muito grande, representando 25% do peso total do corpo. O tamanho estimado da população de elefantes africanos é de cerca de 300 000, e eles geralmente vivem até 70 anos de idade, quando em estado selvagem. No entanto, em cativeiro eles tendem a viver menos, cerca de 65 anos.
O elefante-da-savana é a maior espécie de elefante-africano, bem como o maior e mais pesado animal terrestre vivo, atingindo de 6 a 7,3 metros de comprimento e 3,2 a 4 metros de altura na cabeça, e pesando de 6 a 12,3 toneladas. Em média um macho de elefante africano da savana tem 3,2 m de altura no ombro e 6 toneladas enquanto as fêmeas, relativamente menores, tem 2,6 m de altura no ombro e 3 toneladas.

um diagrama mostrando o tamanho médio dos elefantes da savana adultos, macho e fêmea, com o maior individuo já registrado da espécie em cinza.

O maior elefante já registrado, baleado em Angola, em 1965, pesava 12 274 kg (12 toneladas e 274 quilos), em pé tinha 4,2 metros de altura. O corpo dele está montado na rotunda do Museu Nacional de História Natural, em Washington, D.C. O elefante-da-savana normalmente se move a uma velocidade de 10 km/h, mas pode atingir velocidade máxima de 40 km/h quando assustado ou chateado.
Os traços mais característicos dos elefantes africanos são as suas grandes orelhas, que usam para irradiar o calor e sua tromba, que é na verdade a fusão do nariz com o lábio superior, e possui duas extensões opostas, ou "dedos" no final, (diferente do elefante asiático, que só tem uma). A tromba é usada principalmente para a comunicação e manipulação de objetos e alimentos. Os elefantes africanos também possuem grandes presas feitas de marfim, que na verdade são grandes incisivos modificados que crescem ao longo de toda a vida do elefante. Elas estão presentes tanto em machos quanto em fêmeas, e são usadas principalmente em lutas, na alimentação, entre outras funções.

## Dieta e Alimentação

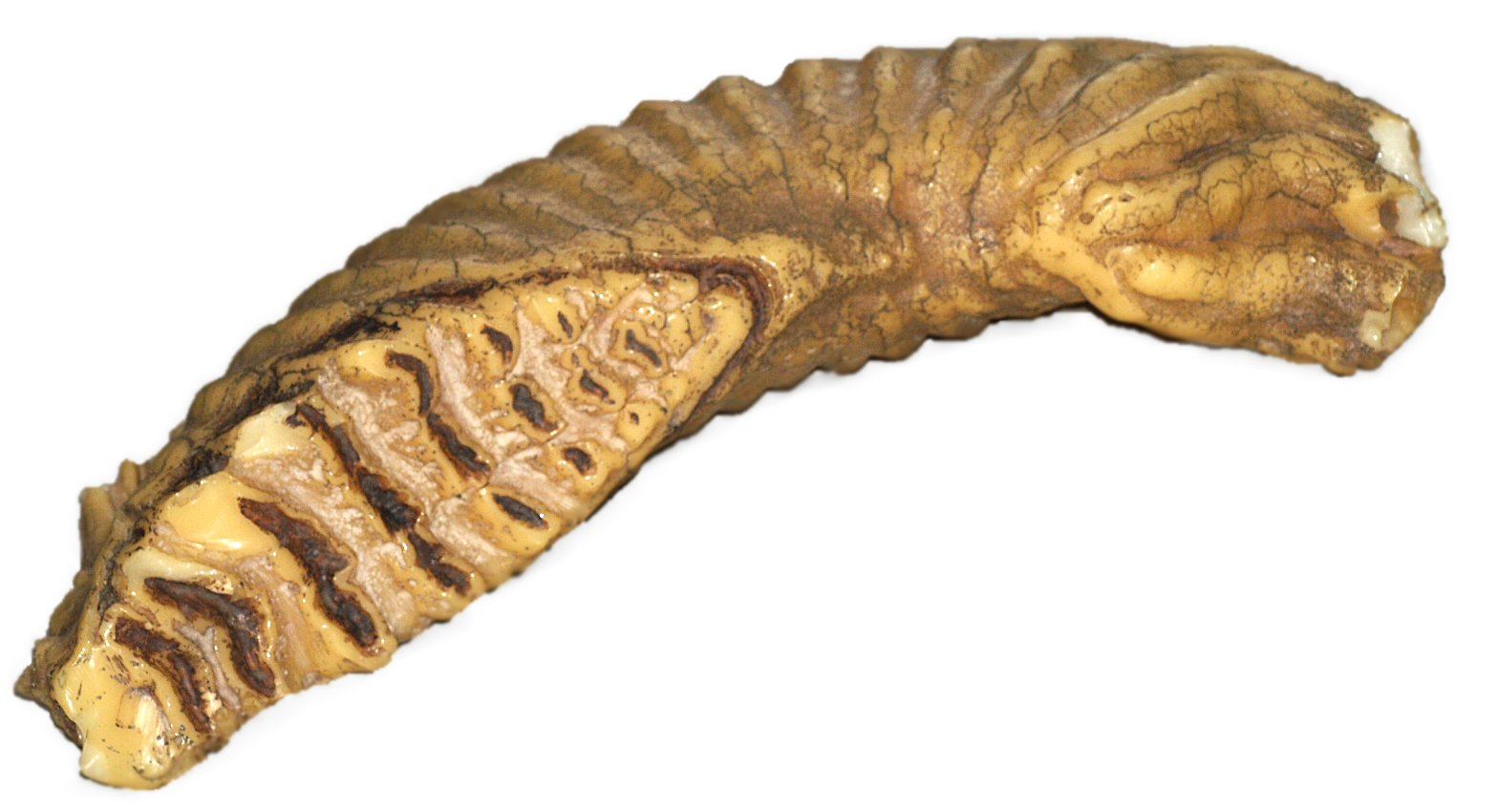
réplica do molar de um elefante adulto.

O elefante da savana é herbívoro, sua dieta varia de acordo com o seu habitat. Elefantes que vivem em florestas, desertos parciais e pastagens comem diferentes proporções de gramíneas, ervas, plantas aquáticas, folhas de árvores e arbustos. Para poder moer as plantas que consome, o elefante da savana tem quatro grandes molares, cada um destes com 10 cm de largura e 30 cm de comprimento.

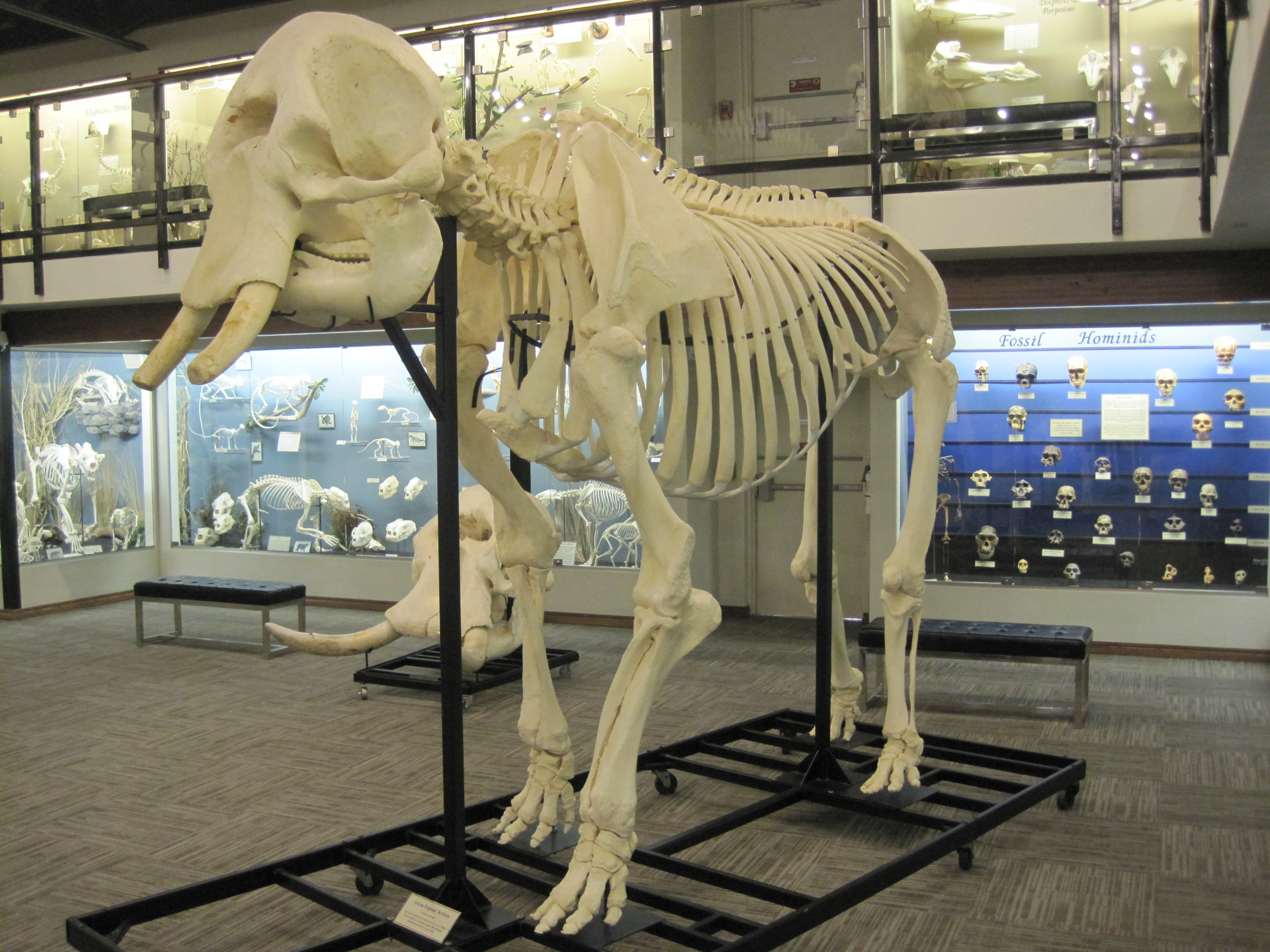
esqueleto em exposição de um elefante da savana fêmea.

Ao longo do tempo esses molares vão se desgastando, e novos então crescem para substituí-los à medida que o elefante envelhece. Por volta dos 15 anos, os dentes de leite são substituídos por novos que duram até os 30 anos, e depois por outro conjunto que se desgasta após os 40 anos, sendo que o último conjunto de dentes dura até a idade de 60-70 anos. Não muito mais tarde, o animal acaba morrendo de fome por não conseguir se alimentar mais corretamente. Alguns elefantes podem viver por até 80 anos.
Para poder suprir suas necessidades dietéticas um elefante da savana precisa ingerir em média cerca de 225 kg de matéria vegetal por dia, que é defecada sem ser completamente digerida. Isso, combinado com as longas distâncias que podem cobrir em busca de alimento, contribui para a dispersão de muitas sementes de plantas que germinam no meio de um montículo de fezes preenchido com nutrientes. Os elefantes destroem todo o tipo de plantas e derrubam as árvores com as presas quando não conseguem alcançar as folhas verdes do topo. Eles também bebem grandes quantidades de água, mais de 190 litros por dia.

## Comportamento social e reprodução

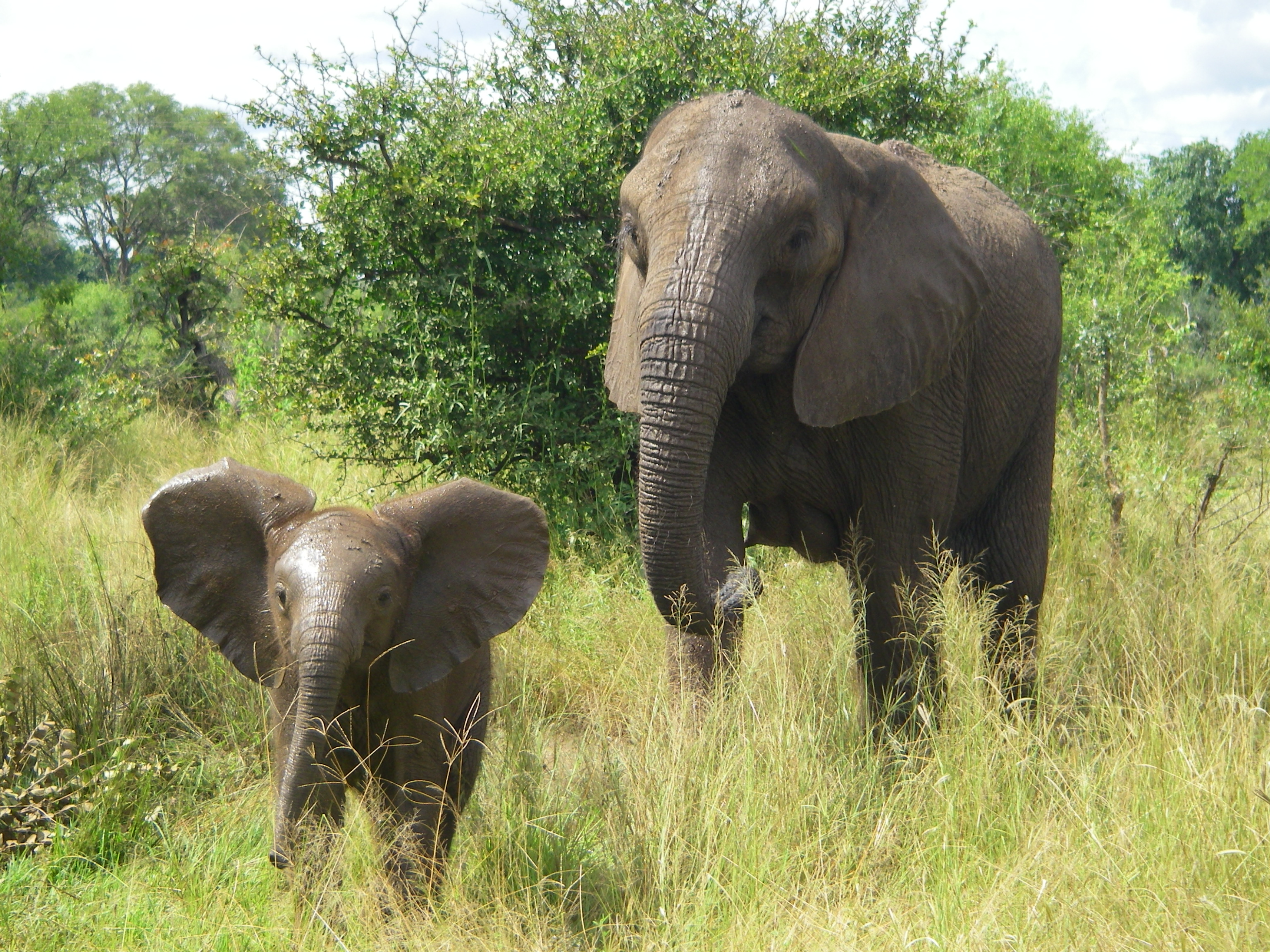
Uma elefante fêmea e seu filhote.

Os machos adultos geralmente vivem sozinhos, porém as fêmeas frequentemente vivem em grupos matriarcais liderados por uma fêmea dominante, geralmente a mais velha, esses grupos são compostos por fêmeas relacionadas, seus filhotes e alguns jovens. Frequentemente estes rebanhos possuem machos jovens, porém estes abandonam a família quando chegam a adolescência, e passam a formar pequenos grupos de solteiros com outros elefantes machos da mesma idade. Mais tarde, eles levaram uma vida solitária, se aproximado das fêmeas apenas na época de reprodução. No entanto, os elefantes não ficam longe de suas famílias e reconhecem-nas quando se reencontram. Em raras ocasiões grupos de fêmeas podem se juntar, atingindo assim até uma centena de indivíduos.

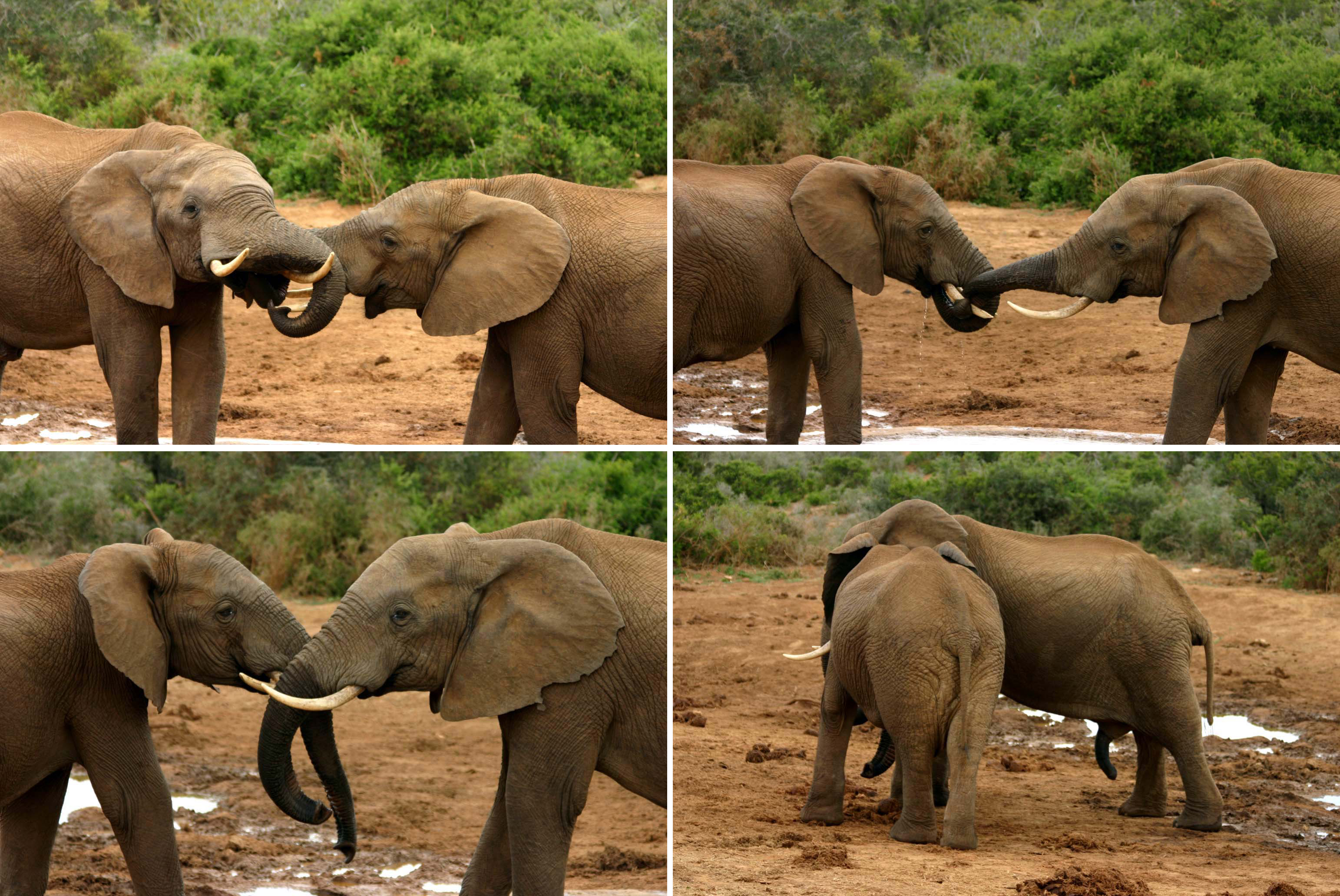
Ritual de acasalamento no Addo Elephant Park, África do sul.

 A matriarca decide a rota a ser tomada e mostra aos outros membros do grupo todas as fontes de água que ela conhece, que os indivíduos memorizam para o futuro. As relações entre os membros da família são muito fortes, quando uma fêmea dá a luz, o resto do grupo forma uma roda ao redor dela para demostrar apoio. Até mesmo quando um elefante morre, o resto do rebanho permanece perto do cadáver por um tempo. Os famosos cemitérios de elefantes são falsos, mas esses animais reconhecem uma carcaça de sua espécie quando as encontram durante suas viagens, e, mesmo que seja de um estranho, eles formam um círculo ao redor dela e tocam os ossos com a tromba.
O acasalamento ocorre quando a fêmea se torna receptiva, um evento que pode ocorrer a qualquer momento do ano. Quando ela está pronta, começa a emitir infrasons para atrair os machos, às vezes a quilômetros de distância. Os machos adultos começam a chegar perto do grupo nos próximos dias e começam a lutar pelo direito de acasalar, com essas lutas podendo resultar em ferimento e até a morte. A fêmea demostra aceitação ao vencedor esfregando seu corpo conta o dele, eles acasalam e então, após o término da cópula, cada um segue o seu caminho. Após uma gestação de 22 meses, a mais longa entre os mamíferos, a fêmea da à luz a um único filhote, que nasce pesando cerca de 90 kg e com 90 cm de altura no ombro. O filhote pode se alimentar do leite materno até os 5 anos de idade, mas já pode consumir alimentos sólidos com 6 meses de idade. Apenas alguns dias após o nascimento, o filhote já é capaz de acompanhar o grupo em seus deslocamentos.

Como todas as espécies de elefantes, os elefantes da savana machos passam por um processo de extrema agressividade conhecido como "musth" que é caracterizado pelo aumento exponencial de testosterona. Um elefante macho no musth é capaz de atacar qualquer coisa que entre em seu caminho, incluindo membros da própria família, humanos e outros animais passivos como girafas e rinocerontes. Em determinada ocasião, um elefante macho jovem no musth foi registrado atacando e matando um rinoceronte.

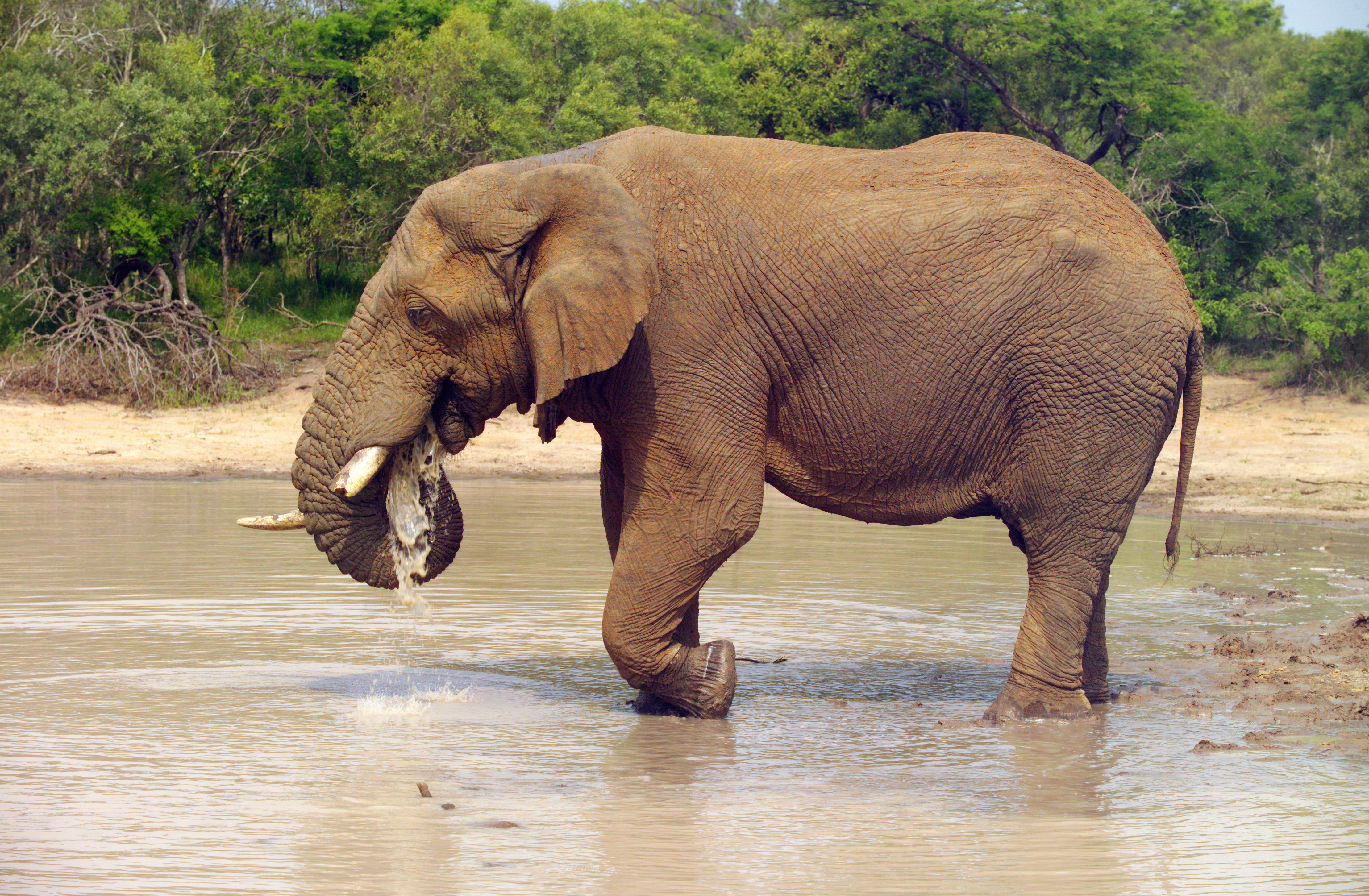
um macho velho no parque nacional Kruger, África do Sul.

## Predadores e ameaças
Um elefante da savana adulto não possui predadores naturais, além do ser humano, sobretudo devido ao seu grande tamanho, mas os filhotes, especialmente os recém-nascidos, são vulneráveis a ataques de leões, crocodilos e mais raramente de leopardos e hienas. Alguns bandos de leões podem predar tanto bebês quanto jovens, especialmente nos meses de seca. Alguns bandos de leões no Parque nacional do Chobe, em Botsuana, mostraram preferência por filhotes de elefantes, e foram responsáveis por até 23% das mortes de crias de elefantes. A predação, bem como a seca, contribui significativamente para a mortalidade infantil da espécie.
Os seres humanos são os principais predadores dos elefantes, que são caçados por causa de sua carne, pele, ossos e suas presas de marfim. A caça por esporte aumentou nos séculos XIX e XX, quando o turismo e as grandes populações de elefantes atraíram cada vez mais os caçadores esportivos. Em 1989, a caça do elefante para comércio de marfim foi proibida, depois que a população de elefantes caiu de 20 milhões, antes da colonização europeia, para cerca de 350 mil atualmente. A caça por esporte, que permanece até hoje, a caça ilegal para obtenção de marfim, e a diminuição do seu território para instalação de plantações são as maiores ameaças que a espécie enfrenta atualmente.
Em algumas áreas, o elefante é abundante o suficiente para ser considerado uma praga agrícola, capaz de destruir uma colheita de agricultores pequenos em questão de minutos, o que leva os agricultores a matar os elefantes para protegerem as suas fazendas.

## Conservação
Embora a espécie seja classificada como vulnerável pela União Internacional Para a conservação da Natureza, as condições variam de acordo com a região entre leste e a Africa austral. Acredita-se que a população no Parque Nacional Kruger tenha crescido cerca de 4% a cada ano de entre 1994 e 2015, o que representa uma queda do crescimento anual anterior, que era de 6,5% ao ano, enquanto no resto da África as populações estão diminuindo rapidamente. Restam pelo menos 300 mil elefantes africanos atualmente no mundo.